# Bloods
Bloods és una banda criminal d'origen afroamericà fundada a Los Angeles (Califòrnia) el 1972. Es va establir com una aliança de diverses bandes més petites per fer front als Crips, els seus principals rivals. Els membres dels Bloods són coneguts per portar peces de roba de color roig i per l'ús de gestos amb les mans distintius per comunicar-se.

## Història
Els Bloods van sorgir a principis dels anys 70 com a resposta a l'expansió i agressió dels Crips, una altra banda dominant a Los Angeles. Diverses bandes més petites, incloent-hi els Pirus, es van unir per protegir-se dels Crips, donant lloc a la formació dels Bloods. Al llarg de les dècades, els Bloods s'han expandit més enllà de Califòrnia, establint presència en diverses ciutats dels Estats Units d'Amèrica i fins i tot a l'estranger.
Els Bloods no tenen una estructura jeràrquica rígida, sinó que operen com una confederació de diverses bandes locals, anomenades sets. Cada set té el seu propi lideratge i estructura interna. Tot i així, comparteixen símbols comuns, com el color vermell, bandanes, i un sistema de signes de mans per identificar-se i comunicar-se.
Els Bloods estan implicats en diverses activitats il·legals, com el tràfic de drogues, robatoris, extorsió, fraus i violència de bandes. Són coneguts per la seva rivalitat amb els Crips, la qual ha resultat en nombrosos enfrontaments violents al llarg dels anys.
A més de la seva presència en diverses ciutats dels Estats Units, grups associats als Bloods han estat detectats al Canadà i en algunes zones de França. Tot i la pressió policial, la banda continua activa i adaptant-se a les condicions canviants del crim organitzat.